# Unicodeblock Sundanesisch, Ergänzung
Der Unicodeblock Sundanesisch, Ergänzung (engl. Sundanese Supplement, U+1CC0 bis U+1CCF) enthält Schriftzeichen, die in der modernen Sundanesischen Schrift Aksara Sunda nicht mehr benötigt werden, aber noch in historischen Texten (Aksara Sunda Kuno) vorkommen. Er wurde mit dem Unicode-Standard 6.1 eingeführt.

## Tabelle
Alle Zeichen haben die allgemeine Kategorie "andere Punktierung" und die Bidirektionale Klasse "links nach rechts".
| Unicodenummer | Zeichen (400 %) | Offizielle Bezeichnung                  | Beschreibung                                 |
| ------------- | --------------- | --------------------------------------- | -------------------------------------------- |
| U+1CC0 (7360) | ᳀               | SUNDANESE PUNCTUATION BINDU SURYA       | Sundanesisches Satzzeichen Bindu Surya       |
| U+1CC1 (7361) | ᳁               | SUNDANESE PUNCTUATION BINDU PANGLONG    | Sundanesisches Satzzeichen Bindu Panglong    |
| U+1CC2 (7362) | ᳂               | SUNDANESE PUNCTUATION BINDU PURNAMA     | Sundanesisches Satzzeichen Bindu Purnama     |
| U+1CC3 (7363) | ᳃               | SUNDANESE PUNCTUATION BINDU CAKRA       | Sundanesisches Satzzeichen Bindu Cakra       |
| U+1CC4 (7364) | ᳄               | SUNDANESE PUNCTUATION BINDU LEU SATANGA | Sundanesisches Satzzeichen Bindu Leu Satanga |
| U+1CC5 (7365) | ᳅               | SUNDANESE PUNCTUATION BINDU KA SATANGA  | Sundanesisches Satzzeichen Bindu Ka Satanga  |
| U+1CC6 (7366) | ᳆               | SUNDANESE PUNCTUATION BINDU DA SATANGA  | Sundanesisches Satzzeichen Bindu Da Satanga  |
| U+1CC7 (7367) | ᳇               | SUNDANESE PUNCTUATION BINDU BA SATANGA  | Sundanesisches Satzzeichen Bindu Ba Satanga  |